# Bukowa (Fluss)
Die Bukowa ist ein rechter Zufluss des San in Polen.

## Geografie
Der 52 km lange Fluss entspringt in dem Dorf Korytków Mały (Gemeinde Frampol), fließt in westlicher Richtung ab und bildet dabei die Südgrenze des Landschaftsschutzparks Park Krajobrazowy Lasy Janowskie sowie die Grenze der Woiwodschaft Lublin zur Woiwodschaft Karpatenvorland und mündet schließlich bei dem Dorf Chłopska Wola gegenüber der Industriestadt Stalowa Wola in den San.
Das Einzugsgebiet wird mit 662 km² angegeben.